# Muriceides cylindrica
Muriceides cylindrica is een zachte koraalsoort uit de familie Plexauridae. De koraalsoort komt uit het geslacht Muriceides. Muriceides cylindrica werd in 1912 voor het eerst wetenschappelijk beschreven door Nutting. 